# واسط (الملاجم)

تعديل مصدري - تعديل

واسط هي إحدى قرى عزلة ال منصور الملاجم بمديرية الملاجم التابعة لمحافظة البيضاء، بلغ تعداد سكانها 619 نسمة حسب تعداد اليمن لعام 2004.